# Quesnel (Colombie-Britannique)
Pour les articles homonymes, voir Quesnel.
Quesnel est une cité (city) dans le district régional de Cariboo en Colombie-Britannique, au Canada. Elle est située au confluent du Fraser et de la rivière Quesnel (Quesnel River), entre les municipalités de Prince George et Williams Lake.
Au recensement de 2016, on y a dénombré une population de 9 889 habitants.

## Parc
Le parc Ceal Tingley est situé au confluent du Fraser et de la rivière Quesnel, à l'intérieur de Quesnel. Orné avec des jardins de fleurs, des peupliers et des plantes à feuillage persistant, ce parc marque le début du chemin de promenade pédestre appelé Riverfront Trail.

## Toponymie
Le nom de Quesnel provient de celui de la rivière éponyme. C'est à l'explorateur Simon Fraser que l'on doit le nom du cours d'eau, en hommage à Jules Maurice Quesnel, un des deux employés de la Compagnie du Nord-Ouest qui l'avaient accompagné dans son périple. Jules-Maurice Quesnel naquit à Montréal le 25 octobre 1786. Il y mourut le 20 mai 1842.
Ce patronyme, d'origine toponymique, signifie « petit chêne » dans les dialectes normanno-picard parlés au nord de la ligne Joret.

## Démographie
| 2001   | 2006  | 2011   | 2016  |
| ------ | ----- | ------ | ----- |
| 10 044 | 9 326 | 10 007 | 9 879 |